# التخراف (سنحان)

تعديل مصدري - تعديل

التخراف هي إحدى قرى عزلة الربع الغربي بمديرية سنحان وبني بهلول التابعة لمحافظة صنعاء، بلغ تعداد سكانها 1115 نسمة حسب تعداد اليمن لعام 2004.